# ريتشي لوكاس
ريتشي لوكاس (بالإنجليزية: Richie Lucas)‏ هو لاعب كرة قدم أمريكية أمريكي، ولد في 15 أبريل 1938 في Glassport, Pennsylvania ‏ في الولايات المتحدة.

## وصلات خارجية
- ريتشي لوكاس على موقع مرجع كرة القدم المحترفة.كوم (الإنجليزية)